# Amphylaeus nubilosellus
Amphylaeus nubilosellus är en biart som först beskrevs av Cockerell 1910.  Amphylaeus nubilosellus ingår i släktet Amphylaeus och familjen korttungebin. Inga underarter finns listade i Catalogue of Life.

## Bildgalleri

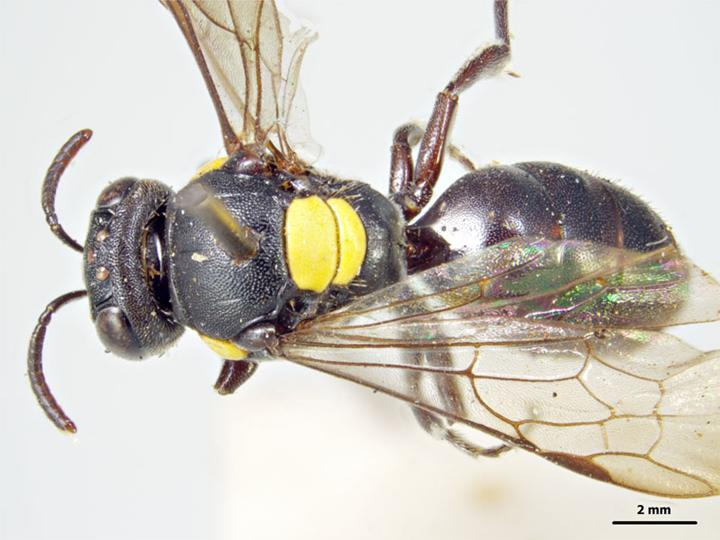
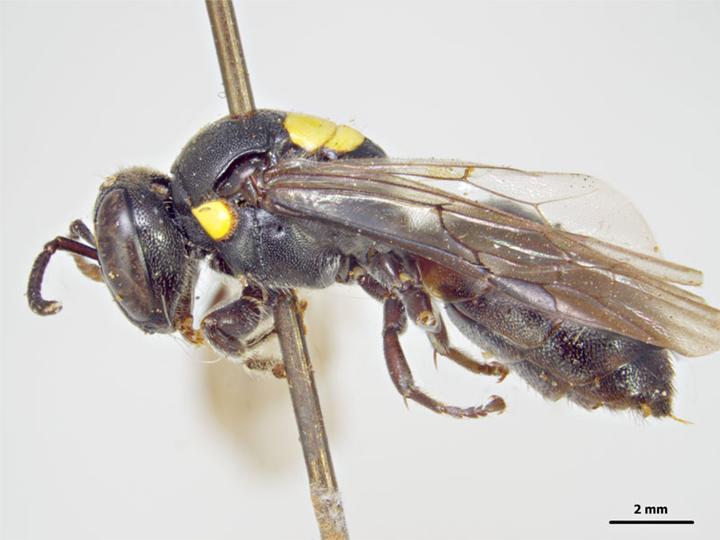